# Constant Boon
Constant Boon (Kortrijk-Dutsel, 23 december 1911 - Sint-Joris-Winge, 29 januari 1997) was een Belgisch bestuurder.

## Levensloop
Boon groeide op in een Hagelands landbouwersgezin met zeven kinderen. Hij doorliep zijn humaniora bij de paters Assumptionisten te Zepperen en Kapelle-op-den-Bos. Nadat hij zijn retorica had afgemaakt was hij actief in het familiebedrijf. Een jaar later ging hij alsnog studeren aan de Katholieke Universiteit Leuven, alwaar hij in 1936 afstudeerde als landbouwkundig ingenieur.
In december 1937 ging hij aan de slag op de studiedienst van de Boerenbond, alwaar hij in 1952 opklom tot landbouweconomisch adviseur. Tevens was hij vanaf 1950 lector, 1956 buitengewoon docent en 1960 buitengewoon hoogleraar aan de Katholieke Universiteit Leuven. In 1962 trad hij toe tot het hoofdbestuur van de Boerenbond en in 1964 werd hij ondervoorzitter van deze organisatie. In oktober van datzelfde jaar volgde hij Maurits Van Hemelrijck op als voorzitter, een functie die hij uitoefende tot 1977 toen hij werd opgevolgd door André Dequae.
Daarnaast was hij van 1961 tot 1977 regent van de Nationale Bank en van 1965 tot 1977 lid van de Centrale Raad voor het Bedrijfsleven. Ook maakte hij deel uit van de Hoge Landbouwraad, het Nationaal Comité voor Economische Expansie en de Nationale Raad voor Wetenschapsbeleid. Op Europees niveau was hij lid van de Belgische delegatie bij de Organisatie voor Europese Economische Samenwerking (OEES) en lid van de Confédération Européenne Agricole (CEA). Ook was hij ondervoorzitter van de Confédération des Organisations Professionnelles Agricoles (COPA) en voorzitter van het Europees Comité van de Fédération Internationale des Producteurs Agricoles (FIPA).